# 二井田村
二井田村（にいだむら）は、秋田県北秋田郡にあった村。現在の大館市南西部、米代川左岸、花輪線扇田駅の西方一帯にあたる。

## 地理
- 山 : 達子森
- 河川 : 米代川

## 歴史
- 1878年（明治11年） - 前田村が比内前田村に改称する。
- 1889年（明治22年）4月1日 - 町村制の施行により、二井田村、本宮村、下川原村、比内前田村、杉沢村、大子内村の区域をもって発足。
- 1955年（昭和30年）3月1日 - 大館市に編入。同日二井田村廃止。

## 交通

### 鉄道路線
村域に鉄道路線は所在しなかったが（扇田町との境界線上を通過）、花輪線の扇田駅が至近に所在した。

### 道路
- 鹿角街道（現・秋田県道52号比内田代線）

## 出身有名人など
- 安藤昌益
- 小畑達夫 (社会運動家)
- 忠犬ハチ公